# Тумгоєв Тимур Хусенович
Тиму́р Хусе́нович Тумго́єв (19 лютого 1987, Пригородний район, Північна Осетія) — громадянин РФ, інгуш за походженням, учасник російсько-української війни у складі українських добровольчих формувань. 12 вересня 2018 переданий прокуратурою України російській стороні, у червні 2019 року засуджений російським судом до 18 років ув'язнення в колонії суворого режиму.

## Історія екстрадиції
Від прокуратури РФ надійшов запит про видачу Тумгоєва для притягнення до кримінальної відповідальності за звинуваченнями у злочинах, передбачених ч. 2 ст. 208, ст. 205.3 та ч. 2 ст. 205.5 КК РФ, а саме:
- проходження навчання з метою здійснення терористичної діяльності
- участь у терористичній організації (збройне формування ІДІЛ, що брало участь у боях проти урядових військ Сирії).

Тумгоєва було затримано в аеропорту Харкова 17 червня 2016 року (прибув із Туреччини, де мешкав два роки) за запитом про екстрадицію від прокуратури РФ. Його утримували в Харківському слідчому ізоляторі. Рішення про видачу Тумгоєва прокуратура України прийняла 13 жовтня 2016 року. Тумгоєв оскаржував це рішення в судах першої та апеляційної інстанцій, однак отримав відмову. Після затримання до Тумгоєва застосували тимчасовий арешт, а після цього — екстрадиційний арешт, який тривав до 20 липня 2017. Після нього Тумгоєва звільнили під особисте зобов'язання.
Тумгоєв 2016 та 2017 року звертався до міграційної служби України з проханням про отримання статусу біженця, у чому йому було відмовлено. Підстав для надання статусу біженця встановлено не було ні органами міграційної служби України, ні наступними адміністративними судами першої та апеляційної інстанцій: у травні 2018 року адміністративний суд першої інстанції відмовив Тумгоєву у задоволенні його позову до міграційної служби, а в липні апеляційний суд залишив це рішення без змін. Тумгоєв оскаржив це рішення в касаційному суді.
Звернення Тумгоєва щодо зупинення процедури екстрадиції до РФ розглядав Європейський суд з прав людини. 17 листопада 2016 Європейський вирішив призупинити розгляду справи у порядку правила 39 регламенту суду (зупинення екстрадиції) до отримання інформації від уряду України та заявника. ГПУ надала запитувані документи, після вивчення яких Європейський суд скасував обмеження.
Правозахисники Харківської групи звернулися до Комітету ООН із прав людини. На 12 вересня було заплановане чергове судове засідання. На той час у Тумгоєва була прострочена довідка — документ, який видає міграційна служба прохачам притулку замість паспорта.
11 вересня 2018 року, після приїзду з Києва до Харкова, Тумгоєва затримали співробітники правоохоронних органів, доставили до поліції біля Центрального ринку, де о 23:50 слідча Холодногірського ВП ГУНП в Харківській області Корнєєва Я. Ю. склала протокол про затримання в порядку ст.ст. 208, 582 КПК України.
За повідомленням Генеральної прокуратури Росії з 12 до 20 вересня 2018 р. Тумгоєв перебував у слідчому ізоляторі в Бєлгороді.
6 жовтня співробітник благодійної організації Vayfond із посиланням на родичів Тумгоєва повідомив, що Тимура побили під час етапу до Владикавказа й він частково втратив пам'ять.
У червні 2019 Північно-Кавказький окружний військовий суд засудив Тимура Тумгоєва до 18 років ув'язнення в колонії суворого режиму за звинуваченням в участі у незаконних збройних формуваннях у Сирії. Тумгоев звинувачення не визнає і стверджує, що ніколи не був у Сирії. У квітні 2021 року Балашовський районний суд Саратовської області перевів Тимура Тумгоева з колонії на тюремний режим терміном на три роки, визнавши його «злісним порушником порядку відбування покарання» через дотримання вимог ісламу, зокрема, відмову від гоління бороди, п'ятикратне читання намазу та дотримання посту в Рамадан.

## Участь в АТО
Як повідомили командир батальйону ім. шейха Мансура Муслім Чеберлоєвський та комбат Української добровольчої армії Андрій Гергерт («Червень»), Тумгоєв був членом батальйону ім. шейха Мансура і брав участь у бойових діях із листопада 2017 року.
Правозахисник Харківської групи Борис Захаров повідомив, що Тумгоєв надав суду відповідні документи, але пізніше сказав, що він приховував цю інформацію від суду, аби це не погіршило його стан у Росії, якщо він там опиниться.
Речник ГПУ Андрій Лисенко повідомив, що прокуратура не мала відомостей про участь Тумгоєва в бойових діях на Донбасі, а речник Генштабу України Богдан Сеник зазначив, що у відомстві не знають про батальйон імені шейха Мансура. Речниця генпрокуратури Лариса Сарган заявила, що підтвердження участі в АТО є підставою для відмови у видачі особи РФ, проте «свідки» участі Тумгоєва в АТО з'явилися вже після його передачі Росії.
Пізніше Лисенко зазначив, що 19 вересня генпрокурор Юрій Луценко зустрівся з командиром 8-го батальйону Української добровольчої армії Андрієм Гергертом і командиром батальйону ім. шейха Мансура Муслімом Чеберлоєвським та повідомив, що з приводу видачі Тумгоєва відкрито кримінальне провадження про службову недбалість та до Єдиного реєстру досудових розслідувань внесено відомості про кримінальне провадження щодо низки службовців правоохоронних органів..

## Реакції
- Після видачі Тимура спецслужбам РФ під будівлею ГПУ в Києві відбулися акції протесту з вимогою відставки генпрокурора Юрія Луценка[23].
- Харківська правозахисна група[24] та Українська Гельсінська спілка заявили, що передачею Тумгоєва до Росії прокуратура порушила кілька міжнародних конвенцій. Зокрема, вказівкою Комітету ООН із прав людини не видавати Тумгоєва до Росії до завершення розгляду його справи Комітетом[6]. Заступник генпрокурора Євген Єнін, який підписав документи про екстрадицію, сказав, що звернення Комітету ООН з прав людини є рекомендацією, необов'язковою до виконання[25].
- Про недопустимість видачі будь-кого російській стороні заявили голова Меджлісу Рефат Чубаров[26] та журналіст Аркадій Бабченко у своїй програмі «Справа двох» на радіо «НВ»[27].
- Військовий аналітик та головний редактор порталу «Цензор. НЕТ» Юрій Бутусов заявив, що видача Тумгоєва дискредитує Україну[28].
- Дмитро Корчинський, громадський діяч та лідер партії «Братство» заявив, що «видача Тумгоєва — це підрив морального духу української армії та нації»[29].
- Про неприпустимість видачі Тумгоєва заявили деякі народні депутати, зокрема Андрій Іллєнко[30][31], Юрій Тимошенко, Оксана Корчинська[32].
- 20 вересня 2018-го прессекретар ГПУ Лариса Сарган повідомила, що за фактом екстрадиції відкрито кримінальне провадження за ч. 2 ст. 367 (службова недбалість).